# Loffo Camara
Loffo Camara, född 1925, död 1971, var en liberiansk politiker. 
Hon var statssekreterare för sociala frågor 1961-1968. 
Hon var medlem i Democratic Party of Guinea (PDG) under självständighetskampen och blev en av åtta medlemmar i Ahmed Sékou Tourés politbyrå efter självständigheten. 